# Plivački vaterpolo klub Jadran
Il Plivački Vaterpolo Klub Jadran è una società di pallanuoto e nuoto montenegrina, con sede a Castelnuovo.

## Storia
Il PVK Jadran fu fondato nell'estate 1926 in seguito alla fusione di due società pallanuotistiche: il Bijela Vila e lo Spjaža. Fu quindi affiliato alla federazione nuoto di Jugoslavia. Ha vinto il Campionato jugoslavo nel 1958 e nel 1959, a partire dagli anni 2000 ha vinto altri cinque titoli nazionali ed ha raggiunto la finale di Eurolega nel 2004 e quella di Coppa LEN nel 2019. Dal 2009 fa parte della Lega Adriatica, dove si è classificata per due volte al secondo posto. Si tratta di una forza emergente della pallanuoto europea. I giocatori più famosi che hanno giocato nel Jadran sono Božidar Stanišić, Zoran Mustur e Dejan Dabović.

## Rosa 2025-2026
| N° |                       | Ruolo | Giocatore          |
| -- | --------------------- | ----- | ------------------ |
|    | Montenegro (bandiera) | P     | Darko Durović      |
|    | Montenegro (bandiera) | P     | Ilija Radović      |
|    | Montenegro (bandiera) |       | Bojan Banićević    |
|    | Montenegro (bandiera) |       | Martin Gardasević  |
|    | Montenegro (bandiera) |       | Strahinja Gojković |
|    | Russia (bandiera)     |       | Dmitrii Kholod     |
|    | Montenegro (bandiera) |       | Tadija Matijasević |
|    | Russia (bandiera)     |       | Ivan Nagaev        |
|    | Montenegro (bandiera) |       | Nikola Petrović    |
|    | Montenegro (bandiera) |       | Petar Popović      |
|    | Montenegro (bandiera) |       | Radivoj Radanović  |
|    | Montenegro (bandiera) |       | Danilo Radović     |
|    | Montenegro (bandiera) |       | Vasilije Radović   |

| N° |                       | Ruolo | Giocatore           |
| -- | --------------------- | ----- | ------------------- |
|    | Montenegro (bandiera) |       | Matija Sladović     |
|    | Montenegro (bandiera) |       | David Stevović      |
|    | Montenegro (bandiera) |       | Danilo Stupar       |
|    | Montenegro (bandiera) |       | Uros Vucurović      |
|    | Montenegro (bandiera) |       | Damian Vujicić      |
|    | Montenegro (bandiera) |       | Jovan Vujović       |
|    | Montenegro (bandiera) |       | Dusan Vukovic       |
|    | Montenegro (bandiera) |       | Radzivon Zizudin    |
|    | Montenegro (bandiera) |       | Aleksandar Ivović   |
|    | Serbia (bandiera)     |       | Đorđe Lazić         |
|    | Montenegro (bandiera) |       | Dimitrije Obradovic |
|    | Spagna (bandiera)     |       | Francisco Valera    |

## Palmarès

### Trofei nazionali
- Campionato jugoslavo: 2

1958, 1959
- Campionato jugoslavo d'inverno: 1

1959
- Campionato serbo-montenegrino: 4

2003, 2004, 2005, 2006
- Coppa di Serbia e Montenegro: 3

2004, 2005, 2006
- Campionato montenegrino: 13

2009, 2010, 2012, 2014, 2015, 2016, 2017, 2018, 2019, 2021, 2022, 2023, 2025
- Coppa del Montenegro: 14

2007, 2008, 2012, 2013, 2014, 2015, 2016, 2017, 2018, 2019, 2020, 2021, 2023, 2024

### Trofei internazionali
- Lega Adriatica: 2

2010, 2011

## Giocatori famosi
- Božidar Stanišić
- Boris Zloković
- Ivan Buljubašić
- Petar Prlainović
- Rajko Prlainović
- Todor Prlainović
- Aleksandar Ivović
- Vladimir Gojković
- Andrija Prlainović
- Nikola Janović
- Vanja Udovičić
- Aleksnadar Radović
- Miloš Šćepanović
- Denis Šefik
- Danijel Premuš
- Nikola Vukčević